# Khemed
Khemed is een fictief land uit de strips van Kuifje. Het speelt een rol in Kuifje en het Zwarte Goud, Cokes in voorraad en het nooit voltooide Kuifje en de Alfa-kunst.
Het is een Arabische oliestaat. De hoofdstad is Wadesdah. Het staatshoofd is emir Mohammed Ben Kalisj Ezab.

## Inspiratie
Khemed is geïnspireerd op de Arabische olielanden, wellicht in de eerste plaats op Irak, omdat er in Kuifje en het Zwarte Goud sprake is van het verjagen van alle Engelsen uit het land. Bovendien is de figuur van Abdoellah, de zoon van de emir, geïnspireerd op de jonge koning Faisal II van Irak. 
In de oorspronkelijke versie van Kuifje en het Zwarte Goud (als dagbladstrip verschenen in 1939, als album in 1950) kwam Khemed nog niet voor. Daar landt Kuifje eerst in het Britse mandaatgebied Palestina. Daarna bereikt hij via de woestijn het paleis van Mohammed Ben Kalisj Ezab en de stad Wadesdah. In de latere albumversie (1971) landt hij in Khemkhâh, een haven van Khemed. Hergé zag zich na de Tweede Wereldoorlog en alle geopolitieke veranderingen die zich inmiddels in het Midden-Oosten hadden voltrokken genoodzaakt om veel elementen in het verhaal te wijzigen, waaronder de plaats van handeling.
De naam Khemed duikt voor het eerst op bij het verschijnen van Cokes in voorraad (1958). Daar wordt ook duidelijk dat het land aan de Rode Zee ligt. 

## Naamgeving
Hergé zocht voor vreemde namen vaak woorden of uitdrukkingen uit het Brussels dialect en dat is ook duidelijk bij de "Arabische" namen uit Khemed. De naam "Khemed" zelf doet denken aan 'k 'em 'et ("ik heb het"). "Wadesdah" komt duidelijk van wades da? ("wat is dat?")  en de havenstad "Khemkhâh" van 'k 'em kaa ("ik heb het koud"). In de naam van Mohammed Ben Kalisj Ezab herkent men  kalisjesap (sap van zoethout) en die van zijn tegenstander sjeik Bab El-Ehr verwijst naar babbeleer (babbelaar).   